# Phaenocarpa fidelis
Phaenocarpa fidelis är en stekelart som beskrevs av Fischer 1970. Phaenocarpa fidelis ingår i släktet Phaenocarpa och familjen bracksteklar. Inga underarter finns listade i Catalogue of Life.